# 吉川一義 (テレビドラマ監督)
吉川 一義（よしかわ かずよし、1935年1月28日 - ）は、日本の映画監督である。平仮名表記の「よしかわ いちぎ」名義で『電子戦隊デンジマン』の監督も手掛けた。京都府京都市出身。

## 来歴・人物
日本大学藝術学部卒業後東映に入社。今井正に師事し、1968年に監督デビュー。以降テレビドラマ作品を中心に活動し、刑事ドラマ・時代劇・2時間ドラマと数多くの作品で現在もメガホンを執り続ける。特に1988年のスタートから足掛け20年続いた『はぐれ刑事純情派』ではメイン監督として長年携わり、その縁から藤田まこと主演の東映テレビ時代劇にもコンスタントに参加した。
瀬川昌治が塾長を務める瀬川塾では講師を務めた。